# Искра (Башкортостан)
Искра (баш. Искра) — деревня в Иглинском районе Республики Башкортостан Российской Федерации. Входит в состав Ауструмского сельсовета.

## География

### Географическое положение
Расстояние до:
- районного центра (Иглино): 24 км,
- центра сельсовета (Ауструм): 4 км,
- ближайшей ж/д станции (Тавтиманово): 10 км.

## История
Деревня Коминтерн возникла в 1937 году в результате сселения нескольких русских, белорусских и латышских хуторов. В это же время в деревня становится отделением колхоза имени Рудзутака, позже переименованного в колхоз Коминтерн. С 1953 г. деревня становится второй бригадой колхоза «Заветы Ильича» и переименована в Искру.

## Население
| 2002 | 2009 | 2010 |
| ---- | ---- | ---- |
| 143  | ↘129 | ↘124 |

Национальный состав
Согласно переписи 2002 года, преобладающие национальности — белорусы (54 %), русские (29 %).